# Åsen
Åsen és un poble del municipi de Levanger en el comtat de Trøndelag, a Noruega. El poble està ubicat entre els llacs Hammervatnet i Hoklingen. La ruta europea E06 i la línia de ferrocarril Nordlandsbanen creuen el poble. El tren s'atura a l'Åsen Station. La seva economia està centrada en l'agricultura i la indústria forestal.
El poble té una extensió de 0.55 quilòmetres quadrats (140 acres) i una població (l'any 2018) de 627 habitants amb una densitat de població d'1.140 habitants per quilòmetre quadrat (3.000/milla quadrada).
Del 1838 fins al 1962, el poble d'Åsen era el centre administratiu de la municipalitat d'Åsen.